# 道の駅あさひ
道の駅あさひ（みちのえき あさひ）は、山口県萩市大字佐々並にある国道262号の道の駅である。
山口市と萩市街地のほぼ中間に位置する。

## 施設
- 駐車場： 31台
  - 普通車：26台
  - 大型車：3台
  - 身障者用：2台
- トイレ
  - 男：大 3器、小 5器
  - 女：6器
  - 身障者用：1器
- 公衆電話：1台
- レストラン
- 喫茶、軽食「たけや」（11:00 - 18:00）
- 店舗、売店
- 体験施設
- 休憩所
- 公園

## 休館日
- 毎週月曜日（「たけや」のみ）
- 年末年始

## アクセス
- 国道262号 - 登録路線
- 山口県道10号山口福栄須佐線
- 山口県道309号佐々並町絵美東線

## 周辺の名所
- 萩往還
- 萩市佐々並市伝統的建造物群保存地区 - 国の重要伝統的建造物群保存地区
- 萩アクティビティパーク